# Angelhaken
Der Angelhaken ist ein wichtiger Bestandteil bei der Angelfischerei.
Er dient zur Befestigung des Angelköders sowie dazu, einen gefangenen Fisch an der Schnur zu halten. Angelhaken gibt es in vielen verschiedenen Formen und Größen zu kaufen. Die Teile des Hakens werden Kopf, Schenkel, Bogen, Spitze und ggf. Widerhaken genannt. Angelhaken sind meist aus Metall, beim Spinnfischen ist zwischen Öse/Plättchen (welche zur Halterung der Angelschnur, ggf. Vorfach dienen) eine Bleikugel oder Bleigewicht in verschiedenen Formen, die kontrollieren, wie der Köder nachher im Wasser steht.

## Geschichte

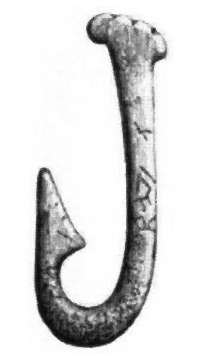
Steinzeitlicher Angelhaken aus Knochen, gefunden in Schonen

Das bisher älteste bekannte Bruchstück eines Angelhakens hat ein Alter zwischen 16.000 und 23.000 Jahre und wurde 2011 in der Jerimalaihöhle im heutigen Osttimor gefunden. Der Haken wurde aus der Schale einer Meeresschnecke hergestellt und ist vier Zentimeter lang. Er wurde zum Fischfang in den Küstengewässern verwendet, die zu dieser Zeit durch die Bildung von Korallenriffen fischreicher wurden.
Nordwestlich von Timor fand man in einem Grab auf Alor unter dem Kinn und dem Kiefer einer Frau fünf Angelhaken, die auf ein Alter von 12.000 Jahre datiert wurden. Die Haken aus dem Pleistozän sind wie die älteren timoresischen aus der Schale einer Meeresschnecke hergestellt. Obwohl neben den timoresischen auch ältere Haken aus Japan und Europa bekannt sind, ist dies der älteste Fund von Angelhaken als Grabbeigabe.

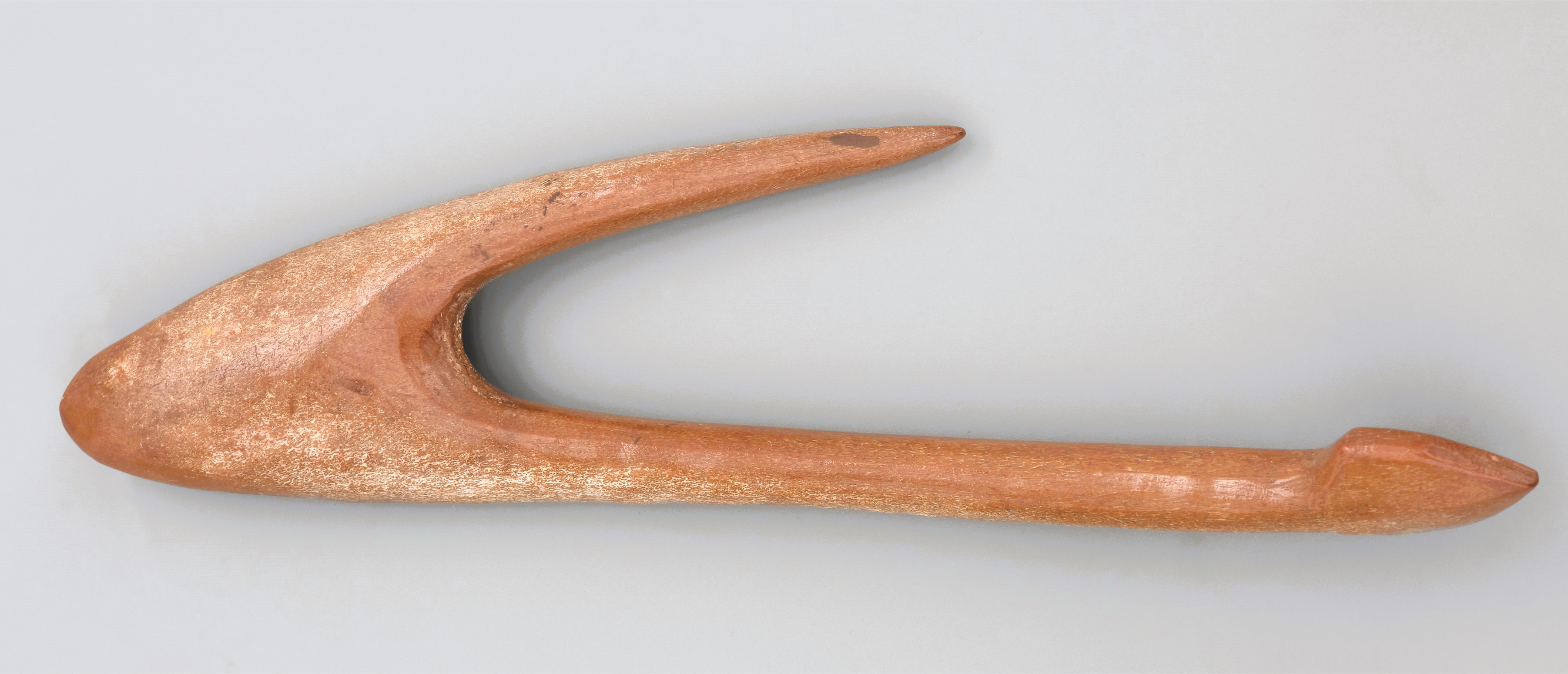
Angelhaken von Radusz (7800 – 5400 v. Chr.)

In Europa sind erste Angelhaken aus dem Spätpaläolithikum (ca. 12.500–9.700 v. Chr.) bekannt. Erst aus der Mittelsteinzeit (ca. 9600–5500 v. Chr.) ist eine größere Anzahl von Angelhaken überliefert, die aus Hirschgeweih (Fundplätze Bois-Ragot, Pont d´Ambon, beide Frankreich und Reddies Hinterpommern) oder Knochen hergestellt worden sind.
Aus der späten Jungsteinzeit und der frühen Bronzezeit sind im Ostseeraum einige Exemplare aus geschlagenem Feuerstein überliefert, die jedoch gegenüber Angelhaken aus Knochen und Geweih immer eine Ausnahme bildeten.

## Funktionsweise
Nach der Köderaufnahme des Fisches wird die Angelrute ruckartig nach oben gezogen („angeschlagen“, ein „Anhieb“ gesetzt), worauf sich der Haken in das Maul des Fisches bohrt. Der Widerhaken, der an vielen Haken kurz hinter der Spitze in die entgegengesetzte Richtung angebracht ist, sorgt dafür, dass der Fisch sich nicht mehr leicht vom Haken schütteln kann.
In der norwegischen Berufsfischerei wurde zwischenzeitlich ein besonderer Haken entwickelt, der das ruckartige Anziehen der Angelrute und damit der Angelschnur unnötig macht, dazu kommt, dass in der beruflichen Hakenfischerei (Langleinenfischerei) ein solches Vorgehen technisch nicht realisierbar ist.
Dieser Haken hat einen Rundbogen und eine deutlich nach innen, zum Schenkel hin, gebogene Spitze. Ein ruckartiges Anziehen der Angelschnur würde diesen Haken sogar aus dem Fischmaul herausziehen. Der Fang geschieht vielmehr dadurch, dass der Fisch sich den Haken beim Fortschwimmen nach der Köderaufnahme selbst in den Maulwinkel zieht und somit „hakt“. Ein besonderer Vorteil ist, dass der Haken i. d. R. im Maulwinkel hakt und nicht verschluckt wird, was eine schnelle und schonende Entfernung gewährleistet.
Der Haken bedeutet ein Umdenken des Anglers, wenn der Fisch den Köder angenommen hat (kein „Anhieb“!). Außerdem darf die Spitze dieses Hakens nicht durch den Köder bedeckt sein; der Raum zwischen Hakenspitze und Schenkel muss „frei“ bleiben.

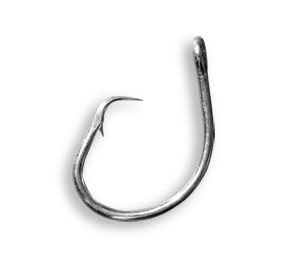
Kreisbogenhaken/circle-hook

Diese Haken sind unter der Bezeichnung „Kreisbogenhaken“, „circle-hook“, teilweise auch „Heilbutthaken“ bekannt und beworben. Dieser Haken hat sich als sehr „fängisch“ und sicher erwiesen.
Mit dem Hakenlöser wird der Angelhaken aus dem Fischmaul entfernt.

## Größen
Haken sind in vielen Größen auf dem Markt. Dabei wird zwischen zwei Gruppen unterschieden: „Kleine Haken“ und „Große Haken“. Die Größe von kleinen Haken schreibt man mit einer Zahl (z. B. 6 oder 14). Je größer die Zahl ist, desto kleiner ist der Haken. Die Größe von großen Haken schreibt man mit einer Zahl und „/0“ dahinter (z. B. 1/0 oder 7/0).
Je größer die Zahl, desto größer ist auch der Haken. Größen ab 9/0 werden aber eher selten im Süßwasser verwendet. Für große Raubfische wie Hecht und Zander werden Haken mit den Größen 1 – 6/0 verwendet. Beim Karpfen- und Schleienangeln verwendet man Größen von 4 bis 20. Für Forellen sind Größen von 5 bis 9 üblich.

## Formen und Ausführungen
Angelhaken gibt es in verschiedenen Ausführungen. Zum Beispiel hat der Wurmhaken auf dem Schenkel ein bis drei abstehende Stacheln, die verhindern, dass der als Köder angebotene Wurm vom Haken rutscht. Bei Angelhaken werden zwei Formen angeboten: der Rundbogen- und der Limerickhaken. Beim Rundbogenhaken ist der Bogen (unterster Abschnitt des Hakens) rund wie ein Halbkreis und der Bogen des Limerickhakens ist leicht unsymmetrisch.
Außerdem gibt es für das Fischen mit dem Carolina-Rig oder Drop-Shot-Rig (mit z. B. einem Wurm oder Gummifisch als Köder) spezielle Hakenformen, wie den Offsethaken (im oberen Bild der Große in der Mitte) und den Drop-Shot-Haken, bei denen kurz hinter der Öse oder dem Plättchen eine Verbiegung angebracht ist, dass der Köder die Hakenspitze verdeckt, aber trotzdem noch gerade ist und eine natürliche Form behält. Je stärker die Verbiegung hinter der Öse ausfällt, umso massiver soll der Gummifisch sein, bei dem der Offset-Haken angebracht wird.
In manchen Fischereivereinen sowie Ländern sind nur Jamisonhaken zum Fischen erlaubt. Diese haben keinen Widerhaken. Deshalb werden Jamisonhaken auch als „Schonhaken“ bezeichnet. Jamisonhaken werden hauptsächlich beim Fliegenfischen verwendet.
Bei einem Drillingshaken, auch Drilling genannt, handelt es sich um eine Angelhakenform, die für den Fang von Raubfischen gedacht ist. Die Besonderheit des Drillingshakens besteht darin, dass drei Einzelhaken im meist gleichen Winkel an den Schenkeln aneinandergeschweißt werden und sich somit ein größerer und für den Raubfischfang erfolgversprechenderer Haken ergibt.